# 柃木并盾介殼蟲
柃木并盾介殼蟲（学名：Pinnaspis liui）为盾介殼蟲科并盾介殼蟲屬下的一个种。